# Халапа (департамент)
Хала́па (исп. Jalapa) — один из 22 департаментов Гватемалы. Административный центр — город Халапа. Граничит на севере с департаментами Сакапа и Эль-Прогресо, на западе с департаментом Гватемала, на юге с департаментами Санта-Роса и Хутьяпа, на востоке с департаментом Чикимула.

## Муниципалитеты
В административном отношении департамент подразделяется на 7 муниципалитетов:
- Халапа
- Матакескуинтла
- Монхас
- Сан-Карлос-Альсатате
- Сан-Луис-Хилотепеке
- Сан-Мануэль-Чапаррон
- Сан-Педро-Пинула